# Potentilla stipitata
Potentilla stipitata är en rosväxtart som beskrevs av Soják. Potentilla stipitata ingår i Fingerörtssläktet som ingår i familjen rosväxter. Inga underarter finns listade i Catalogue of Life.